# Кощаке
Кощаке (словен. Koščake) — поселення в общині Церкниця, Регіон Нотрансько-крашка, Словенія. Висота над рівнем моря: 849,9 м.